# Astrocharis
Genre
Astrocharis est un genre d'ophiures (échinodermes) abyssales de la famille des Astrocharidae.

## Liste des espèces
Selon World Register of Marine Species (6 janvier 2015) :
- Astrocharis ijimai Matsumoto, 1911 -- Japon, Philippines, Indonésie
- Astrocharis monospinosa Okanishi & Fujita, 2011 -- sud du Japon (mais signalée à Mayotte et en Nouvelle-Calédonie, à confirmer)
- Astrocharis virgo Koehler, 1904 -- Philippines